# Eildert Sietez (schip, 1910)
Het skûtsje Eildert Sietez is het laatste schip binnen de SKS-vloot dat nog particulier eigendom is. Het skûtsje is al sinds 1965 eigendom van de familie Meeter. Dit schip heeft eerder deelgenomen onder de naam "Pieter" en "Bolsward". 

## Geschiedenis
Siete Meeter, grootvader van de huidige schipper, schafte dit skûtsje aan in 1965. Het was in 1910 gebouwd op Scheepswerf De Pijp in Drachten en het werd Pieter genoemd, naar Pieter van Vollenhoven. Vanaf 1973 werd Siete gesponsord door het gemeentebestuur van Bolsward en het skûtsje werd omgedoopt tot de Bolsward. Siete Meeter werd kampioen in 1978 en 1987. In 1990 stopte hij en werd hij opgevolgd door zijn zoon Eildert Meeter.
Eildert ging niet zeilen met de Bolsward, maar met het schip waarmee hij al twee keer kampioen was geweest bij de IFKS, de Vriendschap. Sinds 1995 zeilt hij wel weer met de Bolsward. Zijn zoons Siete en Sander hebben nog een aantal jaren met de Vriendschap gezeild in de IFKS. In zijn eerste jaren als schipper werd Eildert vanwege rugklachten vervangen door zijn zoons Siete en Pieter, zodat hij zelf pas in 1993 als schipper mocht aantreden. In 2004 werd hij kampioen. Eildert Meeter is de enige schipper die zowel bij de IFKS als de SKS kampioen is geworden.
Eildert maakte in 2007 plaats voor zijn zoons. Het helmhout kwam eerst in handen van zoon Pieter Meeter. Diens beste prestatie is een derde plek in 2012 en 2018. In de tussenliggende jaren heeft hij kostbare punten verspeeld doordat hij protesten verloor. Anders zou hij een vaste plek hebben bij de hoogste drie.  
In 2014 heeft de familie Meeter het contract met de gemeente Bolsward opgezegd. Het zeilteken B werd vervangen door de initialen PM van Pieter Meeter. Het skûtsje zeilt nu voor Akkrum, de woonplaats van de familie. Vader en zoon Meeter gebruiken het skûtsje, dat nu Eildert Sietez genoemd wordt, naast de SKS-competitie ook voor hun eigen rondvaartbedrijf.

## Schippers
- Siete Meeter sr	1965-1988
- Eildert Szn Meeter	1989-1990; 1993-2006
- Siete Ez Meeter 	1991
- Pieter Ez Meeter	1992; 2007-heden

## Skûtsjes
- Pieter/Bolsward/Eildert Sietez  1965-1990; 1996 – heden
- Vriendschap			  1991-1995